# Copa Heineken 1998–99
A Copa Heineken 1998-99 foi a IV edição do evento e foi vencida pela equipa irlandesa do Ulster.

Os clubes Inglêses, em protesto contra a organização, não participarem nesta edição, reivindicando, na verdade, uma distribuição mais equitativa dos benefícios do torneio por isso que o campeão do Bath não podeu defender o título conquistado na edição passada.

## Times
| França                                                                                        | País de Gales                                               | Escócia                              | Irlanda                                         | Itália                               |
| --------------------------------------------------------------------------------------------- | ----------------------------------------------------------- | ------------------------------------ | ----------------------------------------------- | ------------------------------------ |
| - Stade Français - Bègles-Bordeaux - US Arlequins Perpignan - Stade Toulousain - US Colomiers | - Llanelli RFC - Neath RFC - Ebbw Vale RFC - Pontypridd RFC | - Edinburgh Rugby - Glasgow Warriors | - Leinster Rugby - Munster Rugby - Ulster Rugby | - Petrarca Padova - Benetton Treviso |

Os 16 times foram divididos em 4 grupos de 4 equipes.
Os vencedores e as segundas colocadas de cada grupo avançaram para as quartas de final.

## Fase de grupos

### Grupo 1
| 19 setembro, 1998 |         |                |              |
| Llanelli          | 27 - 33 | Leinster Rugby | Stradey Park |
|                   |         |                | Stradey Park |

| 19 setembro, 1998 |         |                |                  |
| Bègles-Bordeaux   | 28 - 39 | Stade Français | Stade Andre Moga |
|                   |         |                | Stade Andre Moga |

| 25 setembro, 1998 |         |                |            |
| Leinster          | 17 - 28 | Stade Français | Donnybrook |
|                   |         |                | Donnybrook |

| 26 setembro, 1998 |        |                 |              |
| Llanelli          | 22- 10 | Bègles-Bordeaux | Stradey Park |
|                   |        |                 | Stradey Park |

| 9 outubro, 1998 |       |                 |            |
| Leinster        | 9 - 3 | Bègles-Bordeaux | Donnybrook |
|                 |       |                 | Donnybrook |

| 10 outubro, 1998 |        |          |              |
| Stade Français   | 49 - 3 | Llanelli | Stadium Nord |
|                  |        |          | Stadium Nord |

| 17 outubro, 1998 |         |          |                  |
| Stade Français   | 56 - 31 | Leinster | Stade Jean Bouin |
|                  |         |          | Stade Jean Bouin |

| 18 outubro, 1998 |         |          |                  |
| Bègles-Bordeaux  | 48 - 10 | Llanelli | Stade Andre Moga |
|                  |         |          | Stade Andre Moga |

| 31 outubro, 1998 |         |                |              |
| Llanelli         | 17 - 13 | Stade Français | Stradey Park |
|                  |         |                | Stradey Park |

| 31 outubro, 1998 |         |          |                  |
| Bègles-Bordeaux  | 31 - 10 | Leinster | Stade Andre Moga |
|                  |         |          | Stade Andre Moga |

| 6 novembro, 1998 |         |          |            |
| Leinster         | 27 - 34 | Llanelli | Donnybrook |
|                  |         |          | Donnybrook |

| 7 novembro, 1998 |         |                 |                  |
| Stade Français   | 34 - 21 | Bègles-Bordeaux | Stade Jean Bouin |
|                  |         |                 | Stade Jean Bouin |

| Equipe          | J | V | E | D | PF  | PA  | +/- | Pts |
| --------------- | - | - | - | - | --- | --- | --- | --- |
| Stade Français  | 6 | 5 | 0 | 1 | 219 | 117 | 102 | 10  |
| Llanelli        | 6 | 3 | 0 | 3 | 113 | 180 | -67 | 6   |
| Bègles-Bordeaux | 6 | 2 | 0 | 4 | 141 | 124 | 17  | 4   |
| Leinster        | 6 | 2 | 0 | 4 | 127 | 179 | -52 | 4   |

Pontuação: Vitória = 2, Empate = 1, Derrota = 0 

### Grupo 2
| 19 setembro, 1998      |         |                 |               |
| Munster (Irlanda)Rugby | 20 - 13 | Petrarca Padova | Musgrave Park |
|                        |         |                 | Musgrave Park |

| 19 setembro, 1998 |         |           |           |
| Neath             | 33 - 51 | Perpignan | The Gnoll |
|                   |         |           | The Gnoll |

| 26 setembro, 1998 |         |       |               |
| Munster           | 34 - 10 | Neath | Musgrave Park |
|                   |         |       | Musgrave Park |

| 27 setembro, 1998 |        |                 |                  |
| Perpignan         | 67 - 8 | Petrarca Padova | Stade Aimé Giral |
|                   |        |                 | Stade Aimé Giral |

| 10 outubro, 1998 |         |         |                      |
| Perpignan        | 41 - 24 | Munster | Stade Gilbert Brutus |
|                  |         |         | Stade Gilbert Brutus |

| 10 outubro, 1998 |         |       |                   |
| Petrarca Padova  | 28 - 17 | Neath | Stadio Plebiscito |
|                  |         |       | Stadio Plebiscito |

| 17 outubro, 1998 |         |         |           |
| Neath            | 18 - 18 | Munster | The Gnoll |
|                  |         |         | The Gnoll |

| 17 outubro, 1998 |        |           |                   |
| Petrarca Padova  | 6 - 14 | Perpignan | Stadio Plebiscito |
|                  |        |           | Stadio Plebiscito |

| 31 outubro, 1998 |        |           |               |
| Munster          | 13 - 5 | Perpignan | Musgrave Park |
|                  |        |           | Musgrave Park |

| 31 outubro, 1998 |        |                 |           |
| Neath            | 16 - 3 | Petrarca Padova | The Gnoll |
|                  |        |                 | The Gnoll |

| 8 novembro, 1998 |         |       |                  |
| Perpignan        | 60 - 24 | Neath | Stade Aimé Giral |
|                  |         |       | Stade Aimé Giral |

| 8 novembro, 1998 |         |         |                   |
| Petrarca Padova  | 21 - 35 | Munster | Stadio Plebiscito |
|                  |         |         | Stadio Plebiscito |

| Equipe          | J | V | E | D | PF  | PA  | +/- | Pts |
| --------------- | - | - | - | - | --- | --- | --- | --- |
| Perpignan       | 6 | 5 | 0 | 1 | 238 | 108 | 130 | 10  |
| Munster         | 6 | 4 | 1 | 1 | 144 | 108 | 36  | 9   |
| Neath           | 6 | 1 | 1 | 4 | 118 | 194 | -76 | 3   |
| Petrarca Padova | 6 | 1 | 0 | 5 | 79  | 169 | -90 | 2   |

Pontuação: Vitória = 2, Empate = 1, Derrota = 0 

### Grupo 3
| 18 setembro, 1998 |         |                 |           |
| Ulster            | 38 - 38 | Edinburgh Rugby | Ravenhill |
|                   |         |                 | Ravenhill |

| 19 setembro, 1998 |          |           |                  |
| Stade Toulousain  | 108 - 16 | Ebbw Vale | Les Sept Deniers |
|                   |          |           | Les Sept Deniers |

| 26 setembro, 1998 |         |           |                     |
| Edinburgh Rugby   | 41 - 17 | Ebbw Vale | Easter Road Stadium |
|                   |         |           | Easter Road Stadium |

| 26 setembro, 1998 |        |        |                  |
| Stade Toulousain  | 39 - 3 | Ulster | Les Sept Deniers |
|                   |        |        | Les Sept Deniers |

| 10 outubro, 1998 |         |        |                   |
| Ebbw Vale        | 28 - 61 | Ulster | Eugene Cross Park |
|                  |         |        | Eugene Cross Park |

| 11 outubro, 1998 |         |                  |                     |
| Edinburgh Rugby  | 25 - 29 | Stade Toulousain | Easter Road Stadium |
|                  |         |                  | Easter Road Stadium |

| 16 outubro, 1998 |         |                  |           |
| Ulster           | 29 - 24 | Stade Toulousain | Ravenhill |
|                  |         |                  | Ravenhill |

| 17 outubro, 1998 |         |                 |                   |
| Ebbw Vale        | 16 - 43 | Edinburgh Rugby | Eugene Cross Park |
|                  |         |                 | Eugene Cross Park |

| 30 outubro, 1998 |         |           |           |
| Ulster           | 43 - 18 | Ebbw Vale | Ravenhill |
|                  |         |           | Ravenhill |

| 31 outubro, 1998 |         |                 |                  |
| Stade Toulousain | 23 - 11 | Edinburgh Rugby | Les Sept Deniers |
|                  |         |                 | Les Sept Deniers |

| 7 novembro, 1998 |         |                  |                   |
| Ebbw Vale        | 19 - 11 | Stade Toulousain | Eugene Cross Park |
|                  |         |                  | Eugene Cross Park |

| 8 novembro, 1998 |         |        |                     |
| Edinburgh Rugby  | 21 - 23 | Ulster | Easter Road Stadium |
|                  |         |        | Easter Road Stadium |

| Equipe           | J | V | E | D | PF  | PA  | +/-  | Pts |
| ---------------- | - | - | - | - | --- | --- | ---- | --- |
| Ulster           | 6 | 4 | 1 | 1 | 197 | 168 | 29   | 9   |
| Stade Toulousain | 6 | 4 | 0 | 2 | 234 | 103 | 131  | 8   |
| Edinburgh Rugby  | 6 | 2 | 1 | 3 | 179 | 146 | 33   | 5   |
| Ebbw Vale        | 6 | 1 | 0 | 5 | 114 | 307 | -193 | 2   |

Pontuação: Vitória = 2, Empate = 1, Derrota = 0 

### Grupo 4
| 19 setembro, 1998 |         |              |                           |
| Benetton Treviso  | 19 - 22 | US Colomiers | Stadio Comunale di Monigo |
|                   |         |              | Stadio Comunale di Monigo |

| 20 setembro, 1998 |         |            |               |
| Glasgow Warriors  | 21 - 43 | Pontypridd | Firhill Arena |
|                   |         |            | Firhill Arena |

| 26 setembro, 1998 |         |              |             |
| Pontypridd        | 32 - 27 | US Colomiers | Sardis Road |
|                   |         |              | Sardis Road |

| 26 setembro, 1998 |         |                  |                           |
| Benetton Treviso  | 34 - 15 | Glasgow Warriors | Stadio Comunale di Monigo |
|                   |         |                  | Stadio Comunale di Monigo |

| 9 outubro, 1998 |         |                  |             |
| Pontypridd      | 13 - 22 | Benetton Treviso | Sardis Road |
|                 |         |                  | Sardis Road |

| 10 outubro, 1998 |         |                  |              |
| US Colomiers     | 34 - 16 | Glasgow Warriors | Stade Selery |
|                  |         |                  | Stade Selery |

| 17 outubro, 1998 |         |            |              |
| US Colomiers     | 35 - 21 | Pontypridd | Stade Selery |
|                  |         |            | Stade Selery |

| 18 outubro, 1998 |         |                  |               |
| Glasgow Warriors | 40 - 27 | Benetton Treviso | Firhill Arena |
|                  |         |                  | Firhill Arena |

| 31 outubro, 1998 |         |            |                           |
| Benetton Treviso | 33 - 19 | Pontypridd | Stadio Comunale di Monigo |
|                  |         |            | Stadio Comunale di Monigo |

| 1 novembro, 1998 |         |              |               |
| Glasgow Warriors | 26 - 17 | US Colomiers | Firhill Arena |
|                  |         |              | Firhill Arena |

| 25 outubro, 1998 |        |                  |              |
| US Colomiers     | 41 - 7 | Benetton Treviso | Stade Selery |
|                  |        |                  | Stade Selery |

| 7 novembro, 1998 |        |                  |             |
| Pontypridd       | 32 - 3 | Glasgow Warriors | Sardis Road |
|                  |        |                  | Sardis Road |

| Equipe           | J | V | E | D | PF  | PA  | +/- | Pts |
| ---------------- | - | - | - | - | --- | --- | --- | --- |
| US Colomiers     | 6 | 4 | 0 | 2 | 176 | 121 | 55  | 8   |
| Pontypridd       | 6 | 3 | 0 | 3 | 160 | 141 | 19  | 6   |
| Benetton Treviso | 6 | 3 | 0 | 3 | 142 | 150 | -8  | 6   |
| Glasgow Warriors | 6 | 2 | 0 | 4 | 121 | 187 | -66 | 4   |

Pontuação: Vitória = 2, Empate = 1, Derrota = 0 

## Fase final
|  | Quartas de final                  | Quartas de final               |                                |    | Semifinais | Semifinais |  |  | Final | Final |
|  |                                   |                                |                                |    |            |            |  |  |       |       |
|  | 11 de dezembro - Ravenhill        |                                |                                |    |            |            |  |  |       |       |
|  |                                   |                                |                                |    |            |            |  |  |       |       |
|  | Ulster                            | 15                             |                                |    |            |            |  |  |       |       |
|  | Ulster                            | 15                             | 9 de janeiro - Ravenhill       |    |            |            |  |  |       |       |
|  | Toulouse                          | 13                             |                                |    |            |            |  |  |       |       |
|  | Toulouse                          | 13                             | Ulster                         | 33 |            |            |  |  |       |       |
|  | 12 de dezembro - Stade Jean-Bouin |                                | Ulster                         | 33 |            |            |  |  |       |       |
|  |                                   | Stade Français                 | 27                             |    |            |            |  |  |       |       |
|  | Stade Français                    | Stade Français                 | 27                             | 71 |            |            |  |  |       |       |
|  | Stade Français                    |                                | 30 de janeiro - Lansdowne Road | 71 |            |            |  |  |       |       |
|  | Pontypridd                        | 14                             |                                |    |            |            |  |  |       |       |
|  | Pontypridd                        | 14                             | Ulster                         | 21 |            |            |  |  |       |       |
|  | 13 de dezembro - Stade Selery     |                                | Ulster                         | 21 |            |            |  |  |       |       |
|  |                                   | Colomiers                      | 6                              |    |            |            |  |  |       |       |
|  | Colomiers                         | Colomiers                      | 6                              | 23 |            |            |  |  |       |       |
|  | Colomiers                         | 9 de janeiro - Stade Municipal |                                | 23 |            |            |  |  |       |       |
|  | Munster                           | 9                              |                                |    |            |            |  |  |       |       |
|  | Munster                           | 9                              | Colomiers                      | 10 |            |            |  |  |       |       |
|  | 12 de dezembro - Stade Aime Giral |                                | Colomiers                      | 10 |            |            |  |  |       |       |
|  |                                   | Perpignan                      | 6                              |    |            |            |  |  |       |       |
|  | Perpignan                         | Perpignan                      | 6                              | 34 |            |            |  |  |       |       |
|  | Perpignan                         |                                |                                | 34 |            |            |  |  |       |       |
|  | Llanelli                          | 17                             |                                |    |            |            |  |  |       |       |
|  | Llanelli                          | 17                             |                                |    |            |            |  |  |       |       |

### Quartas de final
| 11 dezembro, 1998 |         |                  |           |
| Ulster            | 15 - 13 | Stade Toulousain | Ravenhill |
|                   |         |                  | Ravenhill |

| 12 dezembro, 1998 |         |          |                  |
| Perpignan         | 34 - 17 | Llanelli | Stade Aimé Giral |
|                   |         |          | Stade Aimé Giral |

| 12 dezembro, 1998 |         |            |                  |
| Stade Français    | 71 - 14 | Pontypridd | Stade Jean Bouin |
|                   |         |            | Stade Jean Bouin |

| 13 dezembro, 1998 |       |         |              |
| US Colomiers      | 23- 9 | Munster | Stade Selery |
|                   |       |         | Stade Selery |

### Semi-final
| 9 janeiro, 1999 |         |                |           |
| Ulster          | 33 - 27 | Stade Français | Ravenhill |
|                 |         |                | Ravenhill |

| 9 janeiro, 1999 |        |           |                           |
| US Colomiers    | 10 - 6 | Perpignan | Stade Municipal, Toulouse |
|                 |        |           | Stade Municipal, Toulouse |

### Final
| 30 janeiro, 1999                           |        |                                  |                                                                |
| Ulster                                     | 21 - 6 | Colomiers                        | Lansdowne Road, Dublin Público: 49,000 Árbitro: Clayton Thomas |
| Pen: Simon Mason (6) Drop: David Humphreys |        | Pen: Laurent Labit Mickael Carre | Lansdowne Road, Dublin Público: 49,000 Árbitro: Clayton Thomas |

## Campeão
| Copa Heineken 1998-99                        |
| -------------------------------------------- |
| Ulster Rugby Província de Ulster (1º título) |